# Acceglio

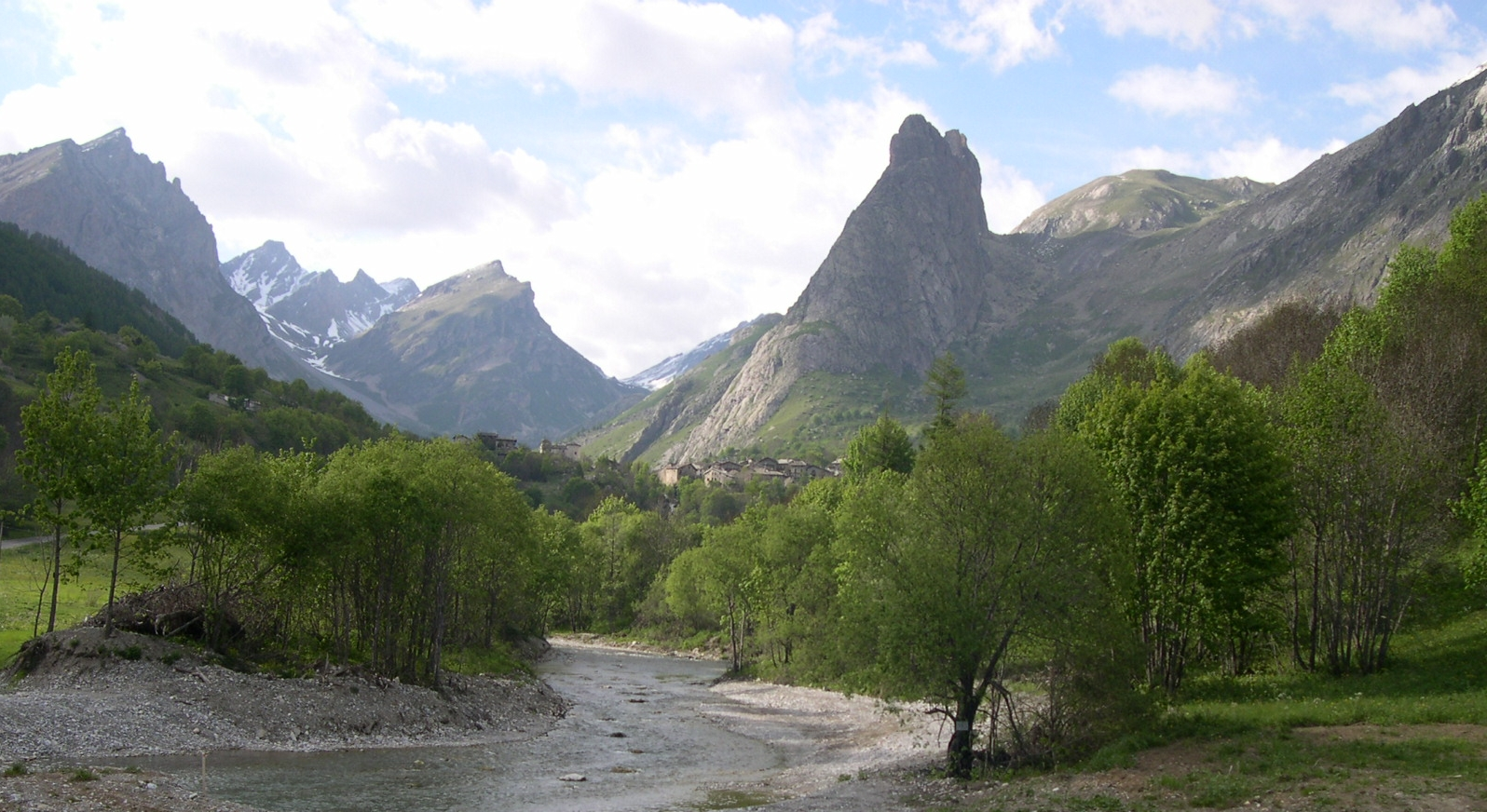
Val Maira, gần Chiappera

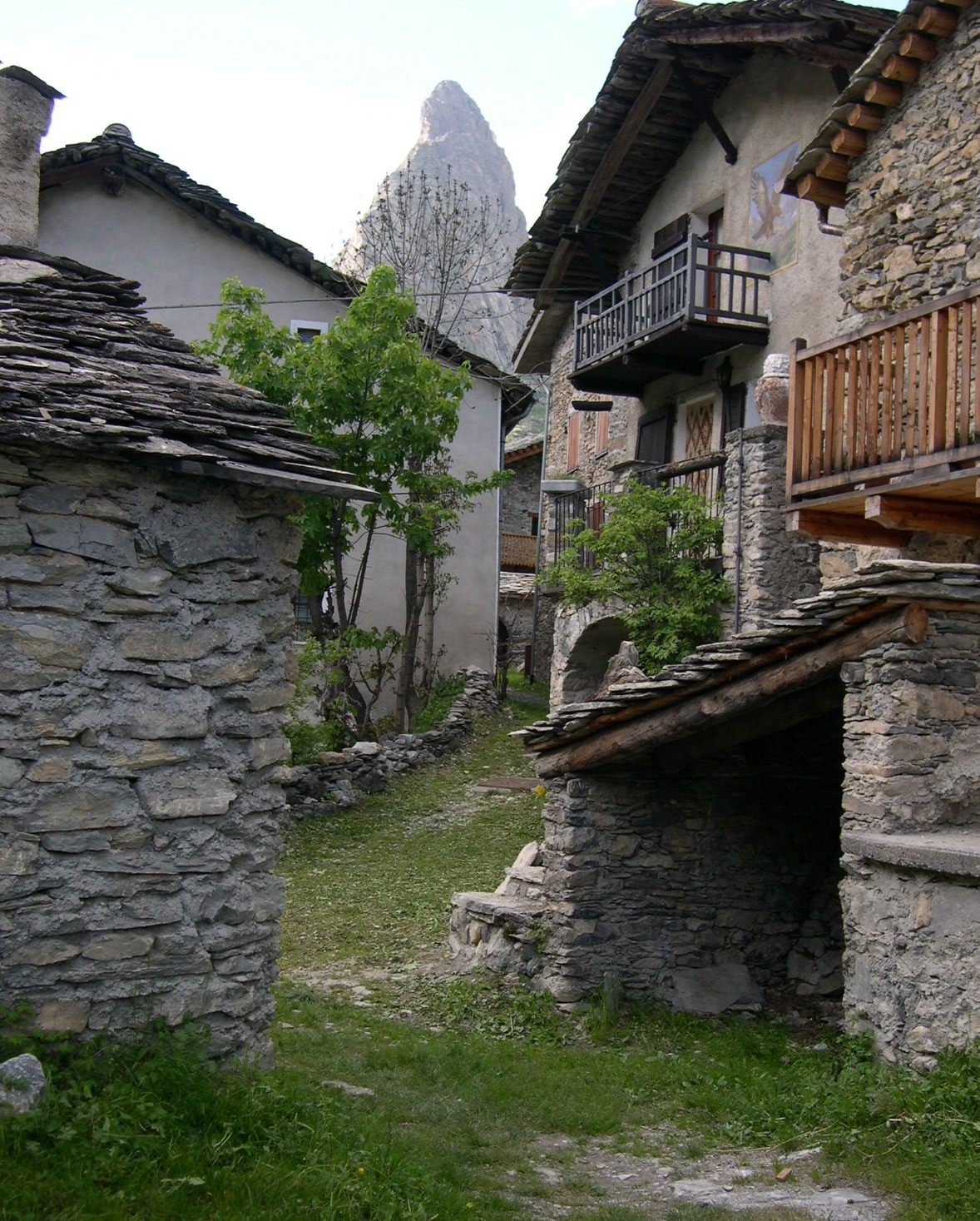
Chiappera, một làng trong đô thị

Acceglio là một đô thị tại tỉnh Cuneo trong vùng Piedmont của Italia. It is located above Prazzo in the upper Val Maira khoảng 90 km về phía tây nam của Torino và khoảng 45 km về phía tây của Cuneo, tại biên giới với Pháp. Tại thời điểm ngày 31 tháng 12 năm 2004, đô thị này có dân số 167 người và diện tích là 151,5 km².
Acceglio giáp các đô thị: Argentera, Bellino, Canosio, Larche (France), Meyronnes (France), Prazzovà Saint-Paul-sur-Ubaye (France).

## Frazioni
Acceglio có 11 frazioni nằm ở độ cao từ 1200 đến 1600 m trên mực nước biển:
- Villar (1375 m)
- Ponte Maira (1404 m)
- Saretto (1533 m)
- Chiappera (1614 m) (pictured)
- Bargia (1401 m)
- Lausetto (1510 m)
- Colombata (1576 m)
- Frere (1196 m)
- Gheit (1372 m)
- Chialvetta (1494 m)
- Pratorotondo (1639 m)